# 吉田佳広
吉田 佳広（よしだ よしひろ、1933年 - 2016年3月15日）は、日本のグラフィックデザイナー。日本グラフィックデザイナー協会会員。長崎県出身。

## 経歴・人物
1933年ソウル生まれ。長崎県立長崎東高等学校を経て、中央大学法学部卒業後、高橋正人デザイン研究所を修了した。日本アートデザインへの勤務を経て、1966年に吉田佳広デザイン研究室を設立した。ヴィジュアルデザイン研究所、岡山大学教育学部、東京造形大学で講師を務めたほか、実用技能検定協会理事、日本フォントコンテンツ文化協会理事、レタリング技能検定中央試験委員長などを歴任した。
東京アートディレクターズクラブ（ADC）賞、全日本シーエム放送連盟（ACC）賞、ニューヨークタイプディレクターズクラブ展（N.Y.TDC展）入賞、電通賞、日本タイポグラフィ年鑑ベストワーク賞などデザインに係わる賞のほか、文部科学省から社会教育功労者賞を受けた。また、テレビCFのデザインでACC殿堂入りを果たした。クーパー・ヒューイット国立デザイン博物館（アメリカ）など海外の博物館にも作品のコレクションが収蔵されている。

## 著書
- 『やさしいレタリング』（マール社、1977年）ISBN 978-4837301127
- 『マップ紀行おくのほそ道』（朗文堂書館、1985年） ISBN 978-4947613035
- 『ベストレタリング』（日本文芸社、1990年）ISBN 978-4537014846
- 『まなぶたのしむ文字デザイン〈1〉創る文字デザイン』（理論社、2009年）ISBN 978-4652048573
- 『まなぶたのしむ文字デザイン〈2〉使う文字デザイン』（理論社、2009年）ISBN 978-4652048580
- 『まなぶたのしむイラストレーション〈1〉すぐ描ける入門編』（理論社、2010年）ISBN 978-4652048689
- 『まなぶたのしむイラストレーション〈2〉個性をひきだす表現法』（理論社、2010年）ISBN 978-4652048696
- 『まなぶたのしむイラストレーション〈3〉水彩画技法のいろいろ』（理論社、2010年）ISBN 978-4652048702
- 『文字の絵本 風の又三郎』（偕成社、2013年）ISBN 978-4039651105

### 編著
- 『基本レタリング字典―技法と資料』（グラフィック社、1971年）ISBN 978-4766100242